# 225 (číslo)
Dvě stě dvacet pět je přirozené číslo, které následuje po čísle dvě stě dvacet čtyři a předchází číslu dvě stě dvacet šest. Římskými číslicemi se zapisuje CCXXV a řeckými číslicemi σκε.

## Matematika
225 je:
- Abundantní číslo
- Nešťastné číslo
- Nepříznivé číslo
- Nejmenší číslo, které lze vyjádřit jako figurální číslo pěti způsoby[1]
- Čtvercové, osmiúhelníkové číslo a druhá mocnina trojúhelníkového čísla
- Součet třetích mocnin prvních pěti přirozených čísel

## Chemie
- 225 je nukleonové číslo čtvrtého nejstabilnějšího izotopu francia[2]

## Astronomie
- (225) Henrietta je planetka hlavního pásu, kterou objevil v roce 1882 Johann Palisa

## Doprava
Silnice II/225 je česká silnice II. třídy vedoucí na trase II/224 – Žatec – Zeměchy – Louny

## Komunikace
- +225 je mezinárodní telefonní předvolba Pobřeží slonoviny

## Roky
- 225
- 225 př. n. l.